# Charles Pozzi
Charles Pozzi (n. 27 august 1909, Paris, Franța – d. 28 februarie 2001, Levallois-Perret, Métropole du Grand Paris, Franța) a fost un pilot de Formula 1. De-a lungul carierei a luat startul în 1 cursă, niciuna din pole-position. Nu a câștigat nicio cursă și nu a terminat niciodată pe podium, acumulând 0 puncte în întreaga activitate ca pilot de Formula 1.